# Општина Витез
Витез је општина у Федерацији Босне и Херцеговине, БиХ. Сједиште општине је истоимени градић. Општина заузима површину од 174 км2.

## Географија
Општина Витез је простор који се налази у географском средишту Босне и Херцеговине. Витез је смјештен у централном дијелу долине ријеке Лашве, која се протеже од југоисточних падина планине Влашић до Бусоваче. Ова се долина формирала на 390-480 метара надморске висине. Лашванско поље дуго је око 17 километара, а ширина му је различита и износи просечно 3 километра. Најниже насељено мјесто, и то уже градско подручје Витеза, налази се на надморској висини од 415 метара, а највише витешко насеље, село Засеље, налази се на 700 метара надморске висине.
Клима је изразито континентална. Температура се зими спушта и до -28 °C, а лети достиже и до +36 °C.

## Становништво
По посљедњем службеном попису становништва из 1991. године, општина Витез је имала 27.859 становника, распоређених у 34 насељена мјеста.
| Националност       | 1991.           | 1981.           | 1971.           |
| Хрвати             | 12.675 (45,49%) | 11.131 (46,06%) | 10.196 (49,42%) |
| Муслимани          | 11.514 (41,32%) | 9.911 (41,01%)  | 8.527 (41,33%)  |
| Срби               | 1.501 (5,38%)   | 1.439 (5,95%)   | 1.502 (7,28%)   |
| Југословени        | 1.377 (4,94%)   | 1.229 (5,08%)   | 178 (0,86%)     |
| остали и непознато | 792 (2,84%)     | 456 (1,88%)     | 225 (1,09%)     |
| Укупно             | 27.859          | 24.166          | 20.628          |

| Национални састав према попису из 2013. године‍ | Национални састав према попису из 2013. године‍ | Национални састав према попису из 2013. године‍ | Национални састав према попису из 2013. године‍ | Национални састав према попису из 2013. године‍ |
| ---------------------------------------------- | ---------------------------------------------- | ---------------------------------------------- | ---------------------------------------------- | ---------------------------------------------- |
|                                                |                                                |                                                |                                                |                                                |
| Хрвати                                         | Хрвати                                         |                                                | 14.350                                         | 55,54%                                         |
| Бошњаци                                        | Бошњаци                                        |                                                | 10.513                                         | 40,69%                                         |
| Срби                                           | Срби                                           |                                                | 333                                            | 1,29%                                          |
| остали                                         | остали                                         |                                                | 640                                            | 2,47%                                          |
| укупно: 25.836                                 |                                                |                                                |                                                |                                                |

## Насељена мјеста
Ахмићи, Била, Брдо, Букве, Велики Мошуњ, Витез, Враниска, Врховине, Гаћице, Горња Вечериска, Дивјак, Доња Вечериска, Дубравица, Забиље, Засеље, Јардол, Кратине, Крчевине, Кртине, Крушћица, Лупац, Љубић, Мали Мошуњ, Надиоци, Пирићи, Почулица, Преочица, Прњавор, Путковићи, Ријека, Садоваче, Сиврино Село, Толовићи и Шантићи
Послије потписивања Дејтонског споразума, Општина Витез је, у цјелини, ушла у састав Федерације Босне и Херцеговине.